# Faxian
Faxian (ur. ok. 337, zm. 422 chiń. upr. 法显; chiń. trad. 法顯; pinyin Fǎxiǎn;

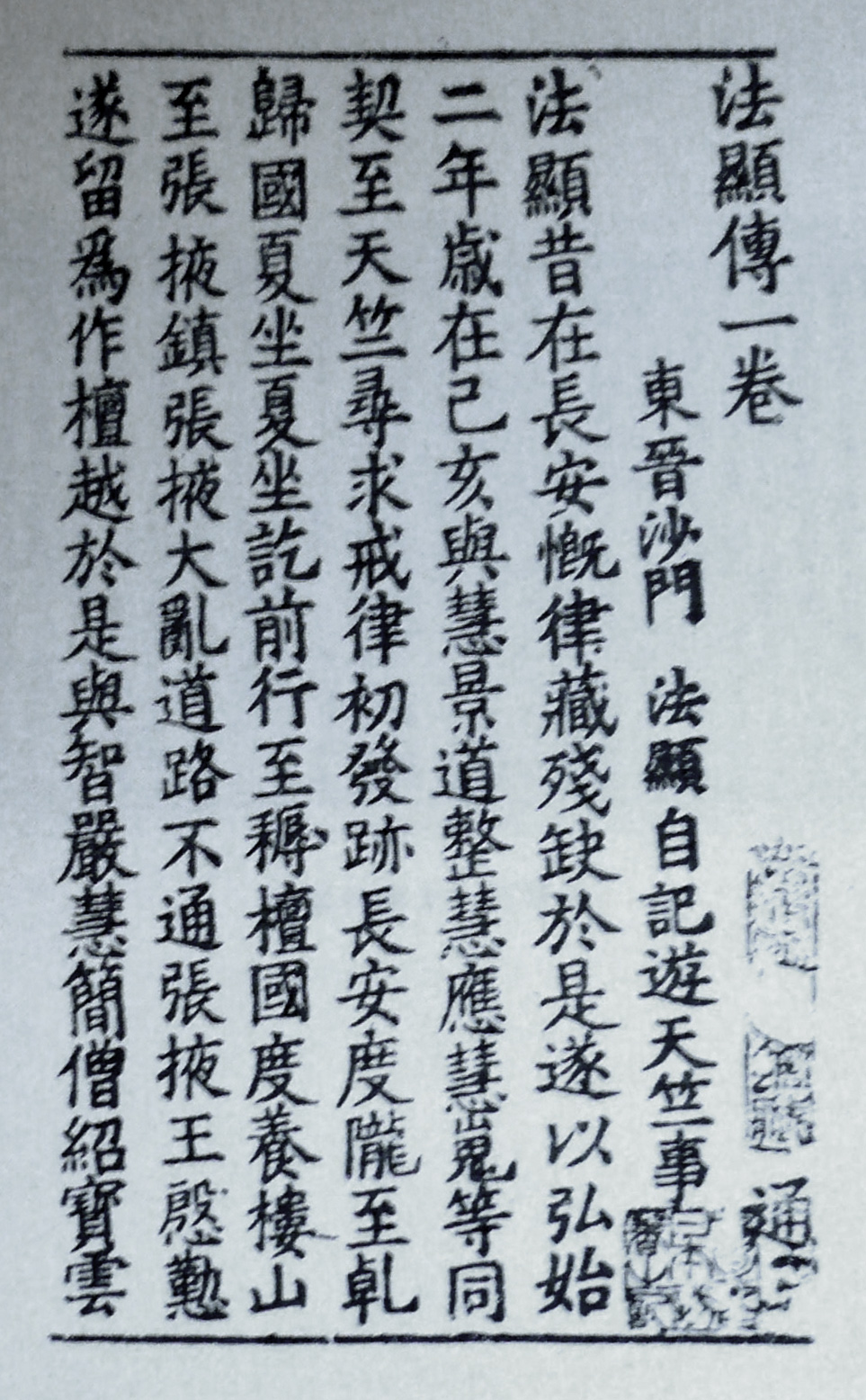
Strona z XII-wiecznego wydania Podróży Faxianga

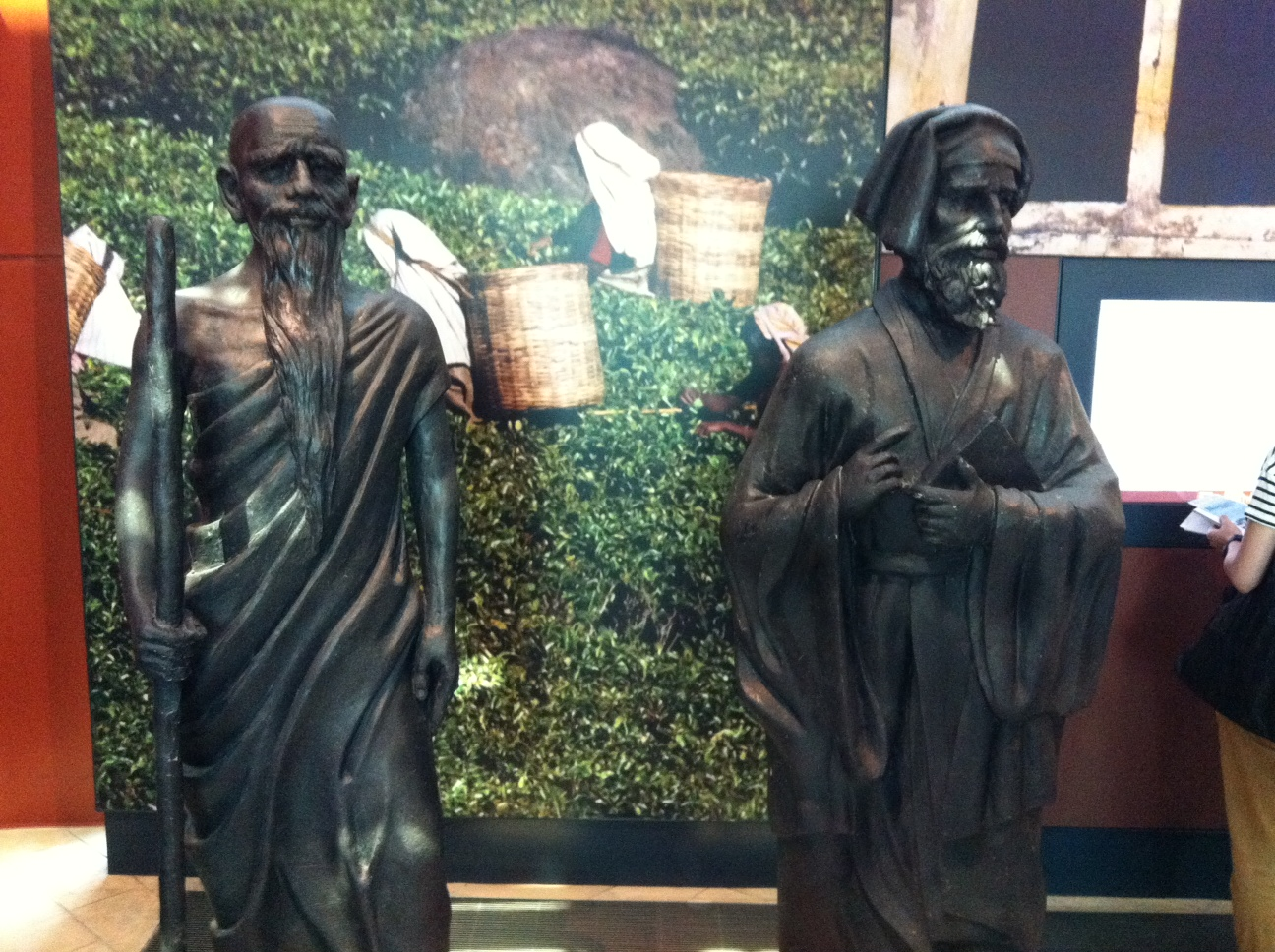
Statuy Faxiana i Marco Polo w Sinagpurze

kor. 법현 Pŏphyŏn; jap. ほっけん; wiet. Pháp Hiển) – buddysta chiński, słynny ze swoich pielgrzymek.

## Życiorys
Urodził się w Wuyang w prow. Shanxi w rodzinie Gōng (龔).
W latach 399–413, po opuszczeniu Luoyangu poprzez Dunhuang, pustynię Takla Makan, Chotan i Himalaje dotarł do Indii, które były wówczas pod panowaniem dynastii Guptów. Odwiedził m.in. Waranasi, Gandhārę, Bodh Gaję, Magadhę i Patnę. Był także w Turkiestanie i Afganistanie – wówczas wielkich centrach buddyzmu. Z Bengalu udał się na Sri Lankę (414 r.), gdzie tak jak i dziś panowała therawada. Przebywał w tym kraju 2 lata. Dotarł także na Jawę, która nie była jeszcze wówczas buddyjska. Odwiedził 30 krajów. Po powrocie zamieszkał w ówczesnej stolicy południowego cesarstwa, Nankinie. Do Chin przywiózł kilka wersji winaja pitaki (mahāsānghików, sarvāstivādinów i mahiśāsaków).
Podczas jego pielgrzymki buddyzm w Indiach był w pełni rozkwitu, chociaż już rysowały się pewne oznaki rozkładu.
Na życzenie Kumaradżiwy pozostawił po sobie spisane cenne zapiski z podróży Uwagi o buddyjskich królestwach (chin. Foguoji). Są one najważniejszym źródłem informacji o historii i kulturze Indii jak i buddyzmie w IV i V wieku.
Razem z Buddhabhadrą przetłumaczył sutrę Mahaparanirwany i Winaja pitakę.
Zmarł w klasztorze Xin w Jingzhou.

## Podróż
W roku 399 Faxian miał już powyżej 60 lat. Wybrał trasę przez pustynię Taklamakan. Grupa Faxiena wyruszyła wiosną z Chang’anu i udała się w kierunku zachodnim. Po minięciu gór Long dotarli do państewka Qiangui, gdzie spędzili lato na religijnych odosobnieniach. Stamtąd doszli do państwa Nutan, przeszli przez góry Yanglou i dotarli do chińskiej placówki w Zhangye. Tutaj połączyli się z mnichami Zhiyanem, Huijianem, Sengzhao, Baoyunem i Sengjingiem.
Gdy docierali do ludzkich siedzib byli witani bardzo serdecznie. Wynagradzało to niebywałe trudy podróży. Zmierzali w stronę Dunhuangu, po drodze byli zaopatrywani przez prefekta tego regionu Lisonga. Oto, co napisał Faxien na temat drogi przez pustynię: 
| Piaski są pełne złych duchów i palących wiatrów, i każdy, kto je napotka umiera; nikt nie pozostaje bez szkody. Żaden ptak nie leci nad głową, żadne zwierzę nie przebiega po ziemi. Zmrużonymi oczami ktoś może wpatrywać się w czterech kierunkach, nie znajdzie miejsca zaczepienia, nic go nie prowadzi; tylko wysuszone kości zmarłych służą jako wskazówki na szlaku |

.
Podróż przez pustynię trwała 17 dni. Dotarli do państwa oazy Shanshan w pobliżu jeziora Lob-nor, miejsca dawnego państwa Loulan. Władca państwa był wiernym buddystą. Żyło tam 4000 mnichów, wszyscy oddani byli naukom hinajany.
Stamtąd podążali na północny zachód do państwa Wuyi, czyli Karaszaru, który także miał kwitnącą społeczność buddyjską i ponad 4000 mnichów hinajany, którzy dokładnie przestrzegali klasztornej dyscypliny.
Następnym głównym miejscem postoju był Chotan, który tak jak i Kucza na północy, był jednym z najbardziej rozwiniętych krajów Azji Środkowej. Tu dołączył do nich mnich Huida i grupa liczyła od tej pory 11 osób. Jak napisał Faxian: "Kraj bardzo dobrze prosperujący, a jego ludzie są liczni i szczęśliwi". Wszyscy byli buddystami. Kilkadziesiąt tysięcy mnichów żyło w klasztorach, przy czym większość praktykowała mahajanę. Wszyscy otrzymywali jedzenie i jałmużnę od władcy państwa. "Ludność państwa żyje rozrzucona tu i tam tak jak wiele gwiazd i każdy dom ma przed bramą wzniesioną małą stupę lub pagodę". Faxian z towarzyszami pozostali na terenie Chotanu przez trzy miesiące. Zaobserwowali święto, w którym wyobrażenia buddyjskie były obnoszone po ulicach.
Z rajskiego Chotanu wyruszyli na zachód. Przez 25 dni przechodzili przez pustynię Takla Makan, po czym dotarli do oazy Zihe, czyli Kargaliku. Władca tego państwa był także buddystą a w jego kraju było ponad tysiąc mnichów, którzy praktykowali mahajanę. Grupa pozostała tam przez 15 dni przygotowując się do przekroczenia Congling, czyli Pamiru. Góry Pamiru tworzą bardzo wysokie plateau, gdzie stykają się ze sobą Hindukusz, Tienszan i Himalaje. Średnia wysokość tego płaskowyżu to 4000 metrów. Stanowi niezmiernie trudny odcinek trasy dla podróżników, z których wielu straciło tu życie. Faxian napisał: 
| Grzbiety Congling są pokryte śniegiem zarówno zimą jak i latem. Są zamieszkałe przez jadowite smoki. Jeśli ktoś pobudzi zły humor smoków, one natychmiast wezwą trujące wiatry, tworzące opady śniegu lub ześlą opady piasku, żwiru i lecące kamienie. Z osób, które natrafiły na takie trudności, ledwie jedna na dziesięć tysięcy może ujść cało. Mieszkańcy tego regionu odnoszą się do jadowitych smoków jako do ludzi Śnieżnych Gór |

.
Po przejściu Pamiru grupa zatrzymała się w państwie Yumo, czyli Mamuk. Spędzili tam lato na religijnym odosobnieniu. Stamtąd udali się do państwa Jiecha, czyli Taszkurganu (chiń. Taxkorgan). Byli tam świadkami ceremonii, w czasie której władca rozdawał jałmużnę mnichom buddyjskim. Następnie dotarli do państwa Toli, czyli Darelu, które całe było oddane praktykom buddyzmu hinajany. Wkroczyli na tereny północnych Indii.
Najtrudniejsza przeprawa czekała ich na tzw. Wiszącym Przejściu przez wąwozy górnego biegu rzeki Indus.
| Szlak jest niebezpieczny a klify i skarpy są urwiste, góry formują kamienne ściany, które opadają gwałtownie tysiące metrów do doliny poniżej. Spoglądając w dół odczuwasz zawroty głowy, a kiedy próbujesz pójść naprzód, nie możesz znaleźć miejsca na stopę |

.
Po przejściu tych niebezpiecznych miejsc podróżnicy wkroczyli na równiny Gandhary. Gandhara była wtedy najbardziej buddyjskim regionem z całych Indii. Najpierw wkroczyli na teren państwa Wuchang, czyli Udjana, następnie przeszli do państwa Suhetuo, czyli Swatu. Po jakimś czasie weszli do samej Gandhary i zaczęli odwiedzać inne ważne buddyjskie królestwa północno-zachodnich Indii, takie jak np. Taksila i Peszawar. Tutaj trzech z towarzyszy podróży: Huida, Baoyun i Sengjing, zdecydowało się powrócić do Chin.
Kolejnym etapem podróży było państwo Nagarahara leżące w pobliżu dzisiejszego Dżalalabadu, gdzie przeczekali trzy zimowe miesiące. Stamtąd udali się na południe przechodząc pasmo górskie Małego Śniegu – Sefid-Kuh (obecnie na terenie Iranu. Podczas zamieci śnieżnej zmarł Huijing.
Idąc dalej na południe dotarli do państwa Mathury, gdzie klimat był już zdecydowanie lepszy. Buddyzm był niezwykle szanowany, król i ministrowie byli buddystami. Kara śmierci była w ogóle nieznana, za najcięższe nawet zbrodnie najwyższą karą było obcięcie prawej dłoni. Około 3000 mnichów praktykowało w 20 klasztorach. Ludzie nie pili alkoholu i nie jedli mięsa. Było wiele pagód i stup, zarówno poświęconych Buddzie jak i jego uczniom. Pagoda Ānandy był czczona przez mniszki, gdyż to on przekonał Buddę do założenia zakonu żeńskiego. Część wyznawała buddyzm hinajany, ale większość należała do wyznawców mahajany, którzy zajmowali się pojęciem pradźni i czcili bodhisattwów Mańdziuśriego i Awalokiteśwarę.
Następnie Faxian z towarzyszami dotarł do Sankisy, gdzie obserwowali społeczność 1000 mnichów i mniszek jedzących razem i studiujących zarówno nauki hinajany i mahajany.
W końcu doszli do Sawatthi, stolicy Kosali (Kośali). W tym mieście przez około 25 mieszkał Budda i znajdował się słynny klasztor Dżetawana, który został wybudowany dla mnichów przez bogatego kupca Sudattę.
Z Sawatthi udali się wschód i dotarli do Kapilawastu, miejsca, gdzie Budda się urodził i spędził swoje dzieciństwo i młodość. Miasto było właściwie ruiną. Faxien zapisał: 
| W mieście nie było oznak panującego, ani jego poddanych, wszystko było zrujnowane. Wszystko, co można było znaleźć, to 20 lub 30 domów należących do mnichów i laików |

.
Kilka kilometrów od Kapilawastu znajdowało się Lumbini, gdzie królowa Maja urodziła Buddę, przy basenie, który był teraz używany przez mnichów jako źródło wody pitnej.
Idąc dalej na wschód grupa dotarła do Kusinagaru, miejsca śmierci Buddy. Stamtąd doszli do Wajśali, a potem ruszyli na południe przekraczając Ganges i dotarli do stolicy Magadhy – Pataliputry. Miasto to było kiedyś stolicą wielkiego króla buddyjskiego Asioki. Miasto rozkwitało i było najbogatszym miastem Indii centralnych. Miało wiele klasztorów związanych z mahajaną.
Następnym celem podróży stało się miasto Radżagraha, stolica Magadhy w czasach Buddy oraz góra Gridhrakuta (góra Sępa), słynna z wielu kazań wygłaszanych przez Buddę swoim wyznawcom. Dalej idąc na południe i zachód dotarli do miejscowości Bodh Gaja, gdzie Budda osiągnął oświecenie oraz do Sarnath, gdzie po oświeceniu wygłosił swoje pierwsze kazanie, czyli po raz pierwszy obrócił koło Dharmy.
Faxian w momencie ukończenia wędrówki po Indiach miał już około 70 lat. Powrócił do Chin drogą morską, przy okazji odwiedzając Sri Lankę i zagnany przez sztorm dotarł na Sumatrę lub Jawę. Powrót nie był łatwy i zajął mu 3 lata